# Три толстяка (балет)
«Три толстяка» — балет советского композитора В. А. Оранского в 4 актах и 8 картинах. В основу либретто, написанного И. А. Моисеевым, легла одноимённая сказка Ю. К. Олеши. Премьерный показ состоялся в 1935 году на сцене Большого театра в Москве.

## История создания
Моисеев описывал совместную работу над балетом на страницах «Театральной декады» (1935, № 5) так: «Мы стремились к возможному углублению передачи музыки и ритма, и в тесном содружестве с композитором В. Оранским нам удалось построить ряд танцев на полиритмии, когда танцующие (например, негры во второй картине, кукла в третьей картине) передают движением сложные ритмические узоры (канон, контрапункт, имитация, синкопа и т.д.). Мы стремились к тому, чтобы зритель, слушая музыку и видя танец, воспринимал их как единое целое».
Основу партитуры балета составила музыка, написанная Оранским для спектакля «Три толстяка», поставленного в МХАТе в 1930 году. Специально для балетной постановки она претерпела некоторые корректировки.
В ходе написания либретто Моисеев изменил либо вовсе сократил ряд важных деталей произведения. В частности, в отличие от сказки Олеши, в которой куклу принца Тутти ломают гвардейцы, перешедшие на сторону народа, в либретто куклу ненароком прокалывает шпагой Продавец воздушных шаров, когда защищается от них. Кроме того, в финале сказки Олеши Тутти и Суок оказываются разлучёнными близнецами, которые, в конце концов, воссоединяются и дают вместе представления. В балетной постановке этого нет.

## Действующие лица
| - Просперо, оружейник - Гаспар, доктор - Тибул, гимнаст - Суок, юная цирковая актриса - Продавец воздушных шаров - Старший повар - Раздватрис, учитель танцев | - Три толстяка - Государственный канцлер - Принц Тутти - Учителя Тутти - Дядюшка Бризак - Цирковые актёры |

## Сценическая жизнь

### Премьера
Премьера балета состоялась в Москве в Большом театре Союза ССР 1 марта 1935 года (художник Б. А. Матрунин, дирижёр Ю. Ф. Файер).
Образы героев балета воплотили следующие исполнители: С. М. Мессерер (Суок), А. Д. Булгаков (оружейник Просперо), А. М. Мессерер (продавец шаров), Л. А. Лащилин (старший повар), А. А. Царман (учитель танцев Раздватрис), Н. Б. Халатова (принц Тутти), А. И. Радунский (доктор Гаспар).

### Последующие постановки
На сцене Большого театра балет возобновлялся дважды: в 1938 и в 1941 годах. В 1938 году роль Суок досталась О. В. Лепешинской, продавца воздушных шаров исполнил Л. А. Жуков. В общей сложности спектакль демонстрировался зрителям 43 раза: 37 представлений состоялось в период с марта 1935 по апрель 1938 года и шесть — с января по март 1941 года.

## Критика
Ю. Слонимский описывал балет Оранского как «разнообразное, оживлённое, красочное действие, которое требует большой режиссёрской изобретательности в разных по характеру танцах. В спектакле было всё, чем только можно было привлечь внимание зрителя». Причина же того, что спектакль не смог надолго закрепиться в репертуаре театра, виделась критику в самой сказке Олеши, так как она «имела ряд серьёзных идейно-эстетических изъянов: облегчённость содержания сочеталась с украшением в духе западноевропейских декадентских сказок; модернистские тенденции „заглушали“ в спектакле отдельные реалистические находки».
По мнению М. Киселёва, вследствие неудачного либретто «спектакль вышел, по существу, бездейственным, вялым, статичным», в котором «наряду с удачными моментами много примитивных, а подчас и просто нелепых сцен». В то же время, как отмечал критик, балетмейстер И. А. Моисеев «сумел в значительной степени компенсировать погрешности либретто изобретательной остроумной постановкой».